# Pseudaesopia japonica
A Pseudaesopia japonica a csontos halak (Osteichthyes) főosztályának a sugarasúszójú halak (Actinopterygii) osztályába, ezen belül a lepényhalalakúak (Pleuronectiformes) rendjébe és a nyelvhalfélék (Soleidae) családjába tartozó faj.
Nemének egyetlen faja.

## Előfordulása
A Pseudaesopia japonica elterjedési területe a Csendes-óceán nyugati része; a Koreai-félszigettől és Japántól a Kelet-kínai-tengerig. Újabban a Chesterfield-szigetek (Új-Kaledónia közelében) környékén is észrevették.

## Megjelenése
Ez a halfaj legfeljebb 15 centiméter hosszú.

## Életmódja
A Pseudaesopia japonica szubtrópusi, tengeri, fenéklakó halfaj. A homokos és iszapos tengerfenéket kedveli.

## Felhasználása
Az ember, ipari mértékben halássza.